# Dancevoir
Dancevoir és un municipi francès situat al departament de l'Alt Marne i a la regió del Gran Est. L'any 2007 tenia 246 habitants.

## Demografia

### Població
El 2007 la població de fet de Dancevoir era de 246 persones. Hi havia 111 famílies de les quals 40 eren unipersonals (16 homes vivint sols i 24 dones vivint soles), 39 parelles sense fills, 28 parelles amb fills i 4 famílies monoparentals amb fills.
La població ha evolucionat segons el següent gràfic:
Habitants censats

### Habitatges
El 2007 hi havia 158 habitatges, 112 eren l'habitatge principal de la família, 40 eren segones residències i 7 estaven desocupats. 153 eren cases i 5 eren apartaments. Dels 112 habitatges principals, 88 estaven ocupats pels seus propietaris, 23 estaven llogats i ocupats pels llogaters i 1 estava cedit a títol gratuït; 4 tenien dues cambres, 8 en tenien tres, 23 en tenien quatre i 77 en tenien cinc o més. 76 habitatges disposaven pel capbaix d'una plaça de pàrquing. A 51 habitatges hi havia un automòbil i a 46 n'hi havia dos o més.

### Piràmide de població
La piràmide de població per edats i sexe el 2009 era:
| Homes | Edats   | Dones |
| ----- | ------- | ----- |
| 0     | 95 o +  | 0     |
| 0     | 90 a 94 | 4     |
| 0     | 85 a 89 | 4     |
| 8     | 80 a 84 | 0     |
| 4     | 75 a 79 | 8     |
| 16    | 70 a 74 | 20    |
| 4     | 65 a 69 | 8     |
| 4     | 60 a 64 | 0     |
| 4     | 55 a 59 | 8     |
| 12    | 50 a 54 | 12    |
| 12    | 45 a 49 | 8     |
| 4     | 40 a 44 | 4     |
| 12    | 35 a 39 | 0     |
| 4     | 30 a 34 | 0     |
| 12    | 25 a 29 | 0     |
| 4     | 20 a 24 | 8     |
| 4     | 15 a 19 | 4     |
| 0     | 10 a 14 | 0     |
| 0     | 5 a 9   | 4     |
| 4     | 0 a 4   | 0     |

## Economia
El 2007 la població en edat de treballar era de 147 persones, 98 eren actives i 49 eren inactives. De les 98 persones actives 87 estaven ocupades (47 homes i 40 dones) i 11 estaven aturades (6 homes i 5 dones). De les 49 persones inactives 22 estaven jubilades, 12 estaven estudiant i 15 estaven classificades com a «altres inactius».

### Ingressos
El 2009 a Dancevoir hi havia 109 unitats fiscals que integraven 226 persones, la mediana anual d'ingressos fiscals per persona era de 18.681 €.

### Activitats econòmiques
Dels 10 establiments que hi havia el 2007, 2 eren d'empreses de construcció, 2 d'empreses de comerç i reparació d'automòbils, 1 d'una empresa d'hostatgeria i restauració i 5 d'empreses de serveis.
Dels 4 establiments de servei als particulars que hi havia el 2009, 2 eren tallers de reparació d'automòbils i de material agrícola, 1 fusteria i 1 electricista.
L'any 2000 a Dancevoir hi havia 9 explotacions agrícoles que ocupaven un total de 1.104 hectàrees.

## Poblacions més properes
El següent diagrama mostra les poblacions més properes.